# 副首相
副首相（ふくしゅしょう、英語: Deputy Prime Minister・Vice Prime Minister）は、内閣を構成する大臣の役職のひとつ。

## 概説
内閣の首長である首相の代理であり、首相が一時的に職務を遂行できない場合はその職務を代行する。しかし首相が辞職または死亡した場合は副首相が首相代理として内閣を総辞職するため、副首相が首相に昇格することは無い。連立政権の場合、連立与党第一党の党首が首相、第二党の党首が副首相となっていることもある（例：イギリス・キャメロン内閣のニック・クレッグ副首相、ドイツ・第3次メルケル内閣のジグマール・ガブリエル副首相など）。
国家元首である大統領の職務を代理する副大統領と異なり、行政職であるため国家元首の職務を代行する権限は無い。そのため中央省庁の大臣を兼務することがしばしば見られる。副首相が複数おり、その筆頭として第一副首相（英語: First Deputy Prime Minister）が置かれることもある（例：国務院常務副総理、ロシア連邦第一副首相）。

## 各国の副首相
日本
副総理
 オーストラリア
オーストラリア副首相
 オーストリア
副首相 (オーストリア)
 カナダ
カナダ副首相
 中華人民共和国
国務院副総理(中华人民共和国国务院副总理)
 ドイツ
連邦副首相(ドイツ語: Vizekanzler)
 ギリシャ
ギリシャの副首相(ギリシア語: Αντιπρόεδρος της Κυβερνήσεως)
 イスラエル
イスラエルの副首相
 インド
インドの副首相
 アイルランド
タナイステ
 マレーシア
マレーシアの副首相
 ニュージーランド
ニュージーランド副首相
 ポーランド
ポーランドの副首相
 中華民国（台湾）
行政院副院長
 大韓民国
副総理
 シンガポール
シンガポールの副首相
 タイ
タイの副首相
 イギリス
副首相
Office of the Deputy Prime Minister - 副首相府
Shadow Deputy Prime Minister - 影の副首相
Deputy First Minister of Northern Ireland - 北アイルランドの副首相
スコットランドの副首相
ウェールズの副首相
- ベトナム

ベトナムの副首相